# هکتومتر

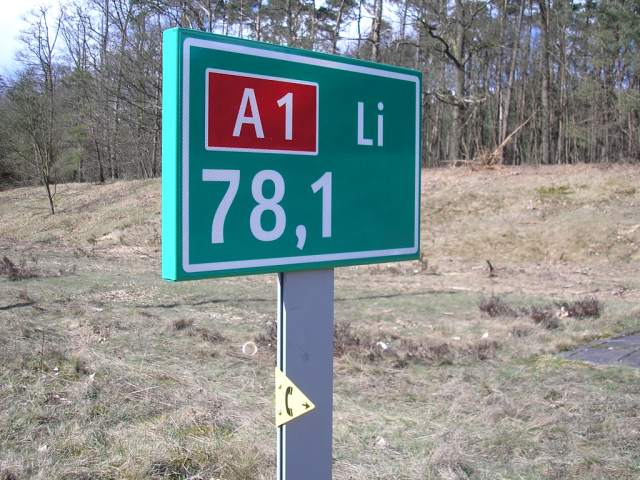
نمایی از تابلوی نشانگر هکتومتر؛ نماد هکتومتر یا قطب هکتومتر در امتداد A۱ در کیلومتر ۷۸,۱ در خط چپ، با جهت علامت به سمت تلفن اضطراری.

هکتومتر با نماد hm یک یکای غیرمعمول طول در سامانهٔ متری و برابر با ۱۰۰ متر است. این نام از کلمه یونانی اِکاتو (به یونانی: ekato) به معنی صد گرفته شده‌است.
- در مساحت، یکای هکتومتر مربع (hm۲) یکای متداولی در بیان مساحت است و معمولاً با نام هکتار (ha) از آن یاد می‌شود. یک هکتار برابر با ۱۰۰ ایر است (۱۰۰a) یک ایر برابر است با مساحت مربعی با ضلع یک دکامتر یا ۱۰ متر، بنابراین یک هکتار برابر است با ۱۰۰ ایر یا ۱۰٬۰۰۰ مترمربع (۱۰٬۰۰۰m۲).
- در حجم نیز، یک هکتومتر مکعب برابر است با حجم مکعبی به ضلع ۱۰۰ متر یعنی ۱٬۰۰۰٬۰۰۰ مترمکعب (۱٬۰۰۰٬۰۰۰m۳).